# Thiers Cardoso
Thiers Brasileiro Cardoso (Campos dos Goytacazes, 5 de março de 1880 - Campos dos Goytacazes, 12 de fevereiro de 1962) foi um advogado, cirurgião-dentista, jornalista, poeta e político brasileiro e autor da canção patriótico-militar Marcha de Guerra do Brasil e da Canção da Infantaria.

## Biografia
Thiers Cardoso formou-se cirurgião-dentista pela Faculdade de Medicina do Rio de Janeiro.
Foi vereador em Campos dos Goytacazes, sua cidade natal, no triênio 1904/1906.
Em 1915, como diretor da Escola de Aprendizes  Artífices, organiza evento cívico onde se construiu a ideia de criar uma liga local contra o analfabetismo filiada à Liga Brasileira Contra o Analfabetismo.

Em 1924 foi eleito deputado federal pelo Rio de Janeiro e exerceu o cargo de 3 de maio do mesmo ano a 31 de dezembro de 1926. Reeleito no ano seguinte, voltou a ocupar uma cadeira na Câmara dos Deputados de 3 de maio de 1927 a 31 de dezembro de 1929. Mais uma vez reeleito em 1930, tomou posse em 3 de maio, mas teve o mandato interrompido em 23 de outubro, com a vitória da revolução que levou Getúlio Vargas ao poder e extinguiu os órgãos legislativos do país. Pertenceu a Associação Brasileira de Imprensa. Em sua homenagem, uma escola de Campos (RJ) foi batizada com o nome de Colégio Estadual Dr. Thiers Cardoso.
Figura influente na cidade de Campos, Thiers era simpatizante do movimento em prol dos direitos da mulher e da igualdade de gêneros; Thiers Cardoso incentivou sua nora a cursar advocacia.
Foi membro do Partido Republicano Fluminense (PRF) e, nesta condição, em 1929, fez parte da mesa decisória que definiu o apoio do Partido a sucessão presidencial.
Inaugurado em 14 de abril de 1947, na cidade de Campos dos Goytacazes, o Monumento ao Expedicionário, trabalho do escultor Modestino Kanto, foi fruto da iniciativa de Thiers Cardoso e uma comissão de jornalistas da cidade; na parte posterior do monumento há uma frase musical, em bronze, da marcha de guerra "Brasil", de autoria de Thiers.
Thiers Cardoso casou-se com Francisca Ferreira Pinto, tendo filhos e netos. Um de seus filhos, Gilberto Cardoso, foi presidente por três mandatos do Clube de Regatas Flamengo, do Rio de Janeiro Ao falecer, devido seu prestígio, em seu funeral o então governador do estado Celso Peçanha se fez representar pelo juiz Isimbardo Peixoto.

## Composições
Lista a completar
- Brasil (marcha de guerra)[quando?] uma canção de cariz patriótico.
- Hino de 7 de setembro[16]
- Canção da infantaria[17][18]